# Central Bridge
Central Bridge es una pequeña aldea y lugar designado por el censo ubicado en el condado de Schoharie en el estado de Nueva York, Estados Unidos; Más concretamente, su localización es al norte del pequeño pueblo de Schoharie.
En el año 2010 tenía una población de 593 habitantes.

## Geografía
Central Bridge se encuentra ubicado en las coordenadas 42°42′37″N 74°20′20″O / 42.71028, -74.33889.

## Miscelánea

### Personalidades
- George Westinghouse, Jr. (Central Bridge, Schoharie, Nueva York, 6 de octubre de 1846 — Nueva York, 12 de marzo de 1914) Empresario, ingeniero e inventor.

### Monumentos
- Casa del nacimiento e infancia de George Westinghouse, Jr., construida alrededor de 1825, sita en Westinghouse Rd., Central Bridge, Nueva York.

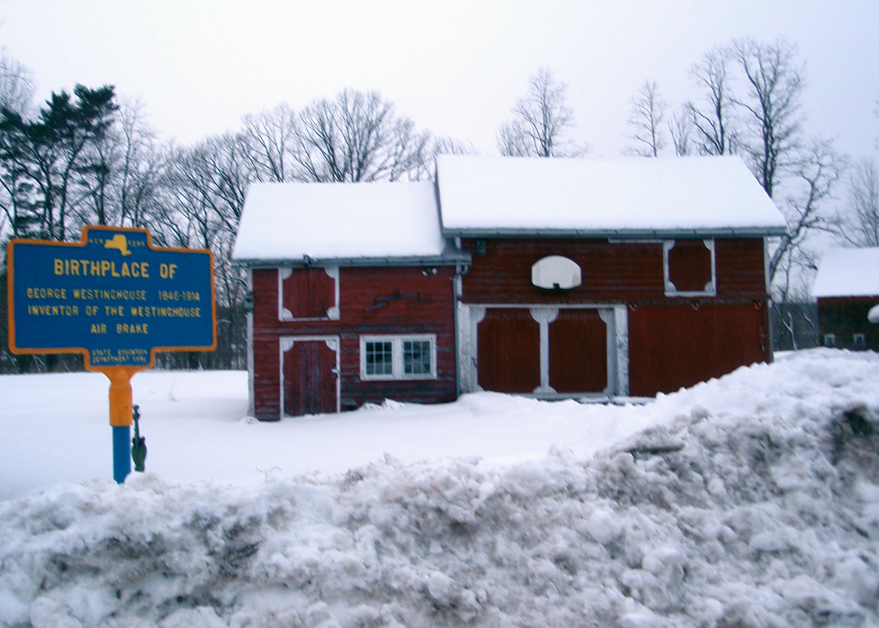
Casa donde nació George Westinghouse.

Fue declarada como lugar histórico e inscrita, y publicado, como tal por el Registro Nacional de Lugares Históricos el 20 de marzo de 1986.